# Rửa tay
Rửa tay, hay vệ sinh tay (tiếng Anh: hand washing) là hành động rửa tay bằng xà phòng và nước để loại bỏ các virus/vi khuẩn/vi sinh vật, bụi bẩn, nhờn, các chất độc hại hoặc không mong muốn dính trên tay. Làm khô tay đã rửa là một phần của quá trình vì tay ướt và ẩm dễ bị tái nhiễm độc. Nếu không có nước và xà phòng, dung dịch rửa tay khô (có ít nhất 60% (v/v) cồn trong nước) có thể được dùng thay thế, trừ phi tay quá rõ vết bẩn hoặc nhờn. Rửa tay là biện pháp trọng tâm để ngăn ngừa sự lan truyền của các bệnh truyền nhiễm tại nhà và môi trường sống hàng ngày.
Tổ chức Y tế Thế giới (WHO) khuyến cáo nên rửa tay ít nhất 20 giây trước và sau những hoạt động nhất định. Trong đó 5 thời điểm quan trọng trong ngày để rửa tay bằng xà phòng để giảm thiểu các bệnh lây truyền qua đường miệng: sau khi sử dụng nhà vệ sinh (vì nhu cầu tiểu tiện, đại tiện, vệ sinh kinh nguyệt), sau khi lau đít của trẻ nhỏ (thay tã), trước khi cho trẻ ăn, trước khi ăn và trước/sau khi chuẩn bị đồ ăn hoặc xử lý thịt, cá hoặc gia cầm sống.
Khi không thể rửa tay và dùng dung dịch rửa tay, tay có thể được rửa bằng tro không ô nhiễm và nước sạch, mặc dù lợi ích và tác hại chưa chắc ngăn được lây truyền nhiễm virus hoặc vi khuẩn. Tuy nhiên, rửa tay thường xuyên có thể làm hỏng da do bị khô da. Kem dưỡng ẩm thường được khuyên dùng để giữ tay khỏi bị khô; da khô có thể làm hỏng da, tăng nguy cơ bị lây nhiễm trùng.

## Các bước và thời lượng
Trung tâm kiểm soát và phòng ngừa dịch bệnh Hoa Kỳ (CDC) khuyến các các bước sau khi rửa tay nhằm ngăn chặn lây bệnh truyền nhiễn:
1. Làm ướt tay bằng vòi nước ấm hoặc lạnh.[10] Khuyến cáo dùng vòi nước vì các bồn nước đọng có thể bị ô nhiễm, trong khi nhiệt độ của nước dường như không tạo ra sự khác biệt, tuy nhiên một số chuyên gia đề xuất nước ấm có thể tốt hơn.[1]
2. Tạo bọt bằng cách xoa tay với một lượng lớn xà phòng, bao gồm mu bàn tay, kẽ giữa các ngón và dưới móng tay.[10] Xà phòng loại bỏ mầm bệnh khỏi da, các nghiên cứu cho thấy người ta có xu hướng rửa tay kỹ hơn khi sử dụng xà phòng thay vì chỉ dùng nước.[1]
3. Chà tay ít nhất trong 20 giây.[10] Chà tay tạo ma sát, giúp loại bỏ các mầm bệnh khỏi da, và chà tay lâu hơn thì loại bỏ nhiều mầm bệnh hơn.[1]
4. Rửa tay dưới vòi nước chảy.[10] Rửa tay trong chậu có thể làm tái nhiễm bẩn tay.[1]
5. Lau khô bằng khăn sạch hoặc giấy sạch, hoặc dùng máy thổi khô.[10] Tay ướt và ẩm dễ tái nhiễm bẩn.[1]

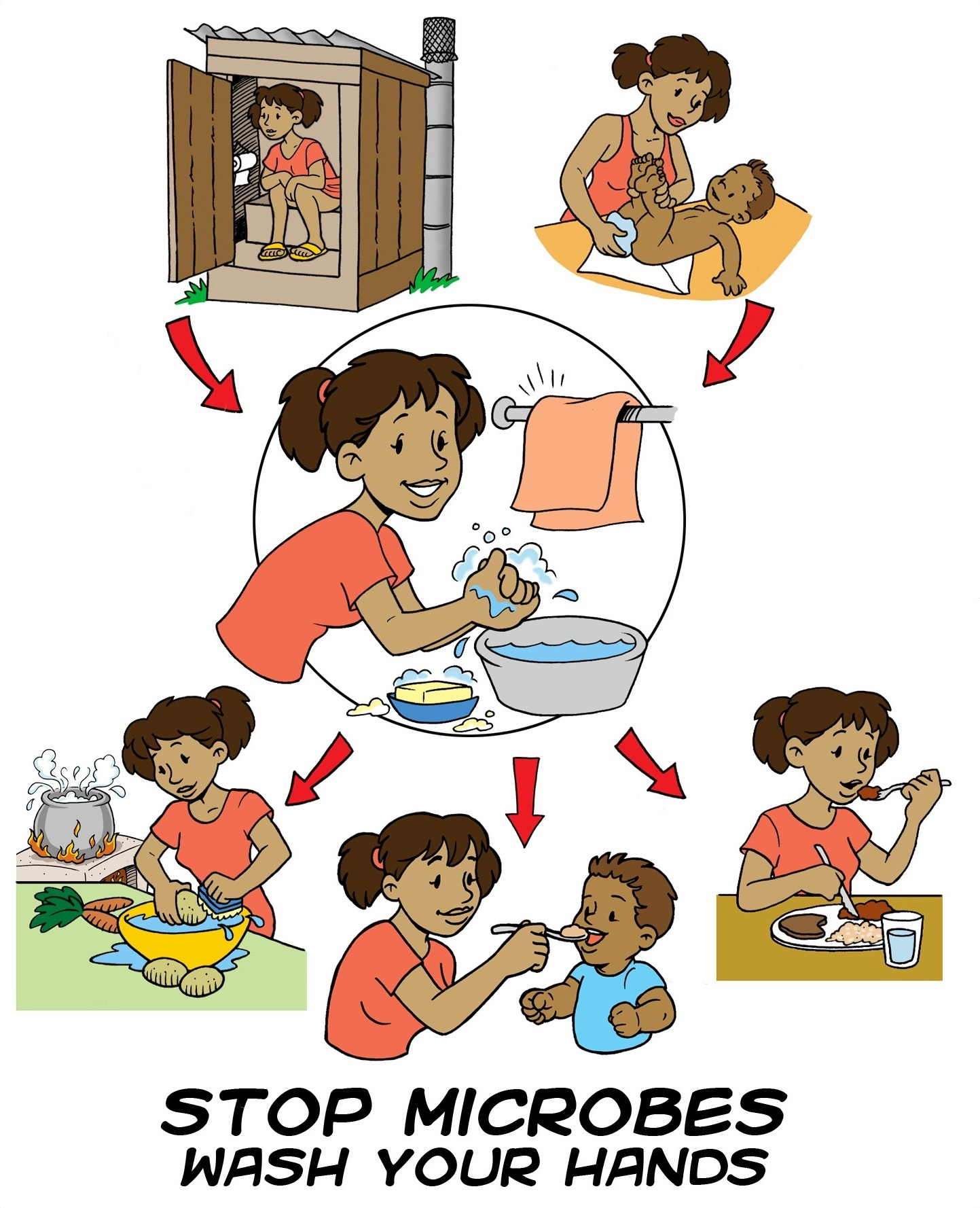
Áp phích về thời điểm rửa tay để nâng cao ý thức về vệ sinh. Áp phích có thể được dùng để nâng cao nhận thức về rửa tay cho các học sinh ở trường.

Những nơi thường bị bỏ sót nhất là ngón cái, cổ tay, khe giữa các ngón tay và dưới móng tay. Những móng tay giả và móng tay sơn bị sứt có thể chứa các vi sinh vật.

### Thời điểm khuyến cáo
Có 5 thời điểm quan trọng trong ngày khi rửa tay bằng xà phòng để giảm lây nhiễm bệnh qua đường miệng: sau khi sử dụng nhà vệ sinh (nhu cầu tiểu tiện, đại tiện, vệ sinh kinh nguyệt), sau khi lau đít trẻ (thay tã), trước khi cho trẻ ăn, trước khi ăn và trước/sau khi chuẩn bị đồ ăn hoặc xử lý gia cầm, thịt hoặc cá sống. Những trường hợp khác cần đến kĩ thuật rửa tay đúng cách để tránh lây nhiễm bệnh gồm có trước và sau khi xử lý vết cắt hoặc vết thương; sau khi hắt hơi, ho hoặc xì mũi; sau khi chạm chất thải động vật hoặc xử lý động vật; và sau khi chạm vào rác.

## Y tế công cộng

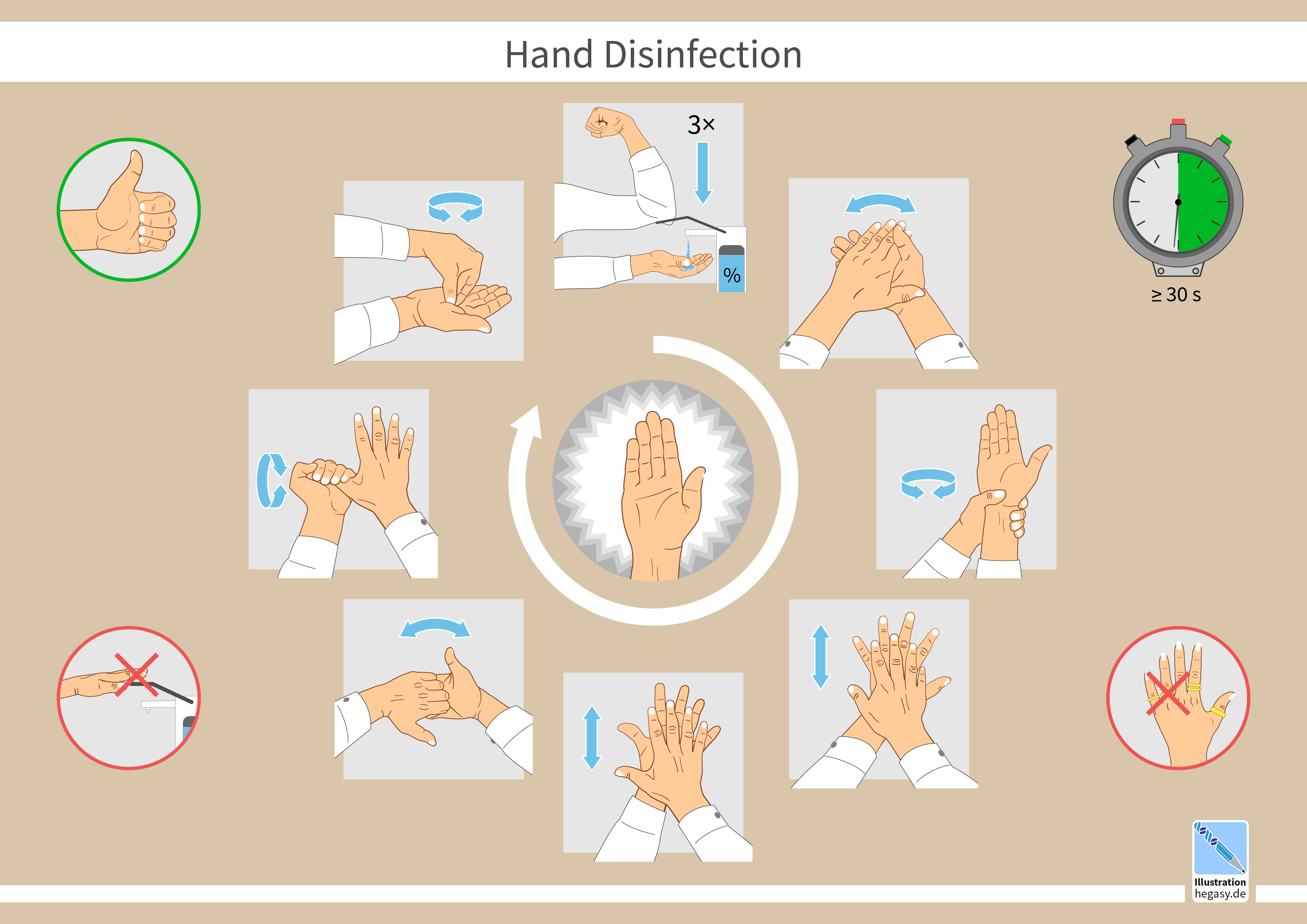
Quy trình rửa tay và khử trùng tay theo tiêu chuẩn DIN EN 1500 của Đức

### Lợi ích y tế
Rửa tay có nhiều lợi ích y tế rõ rệt, bao gồm giảm thiểu lây truyền cúm, COVID-19 và những bệnh truyền nhiễm khác; ngăn ngừa các nguyên nhân truyền nhiễm gây ra tiêu chảy; giảm lây nhiễm qua đường hô hấp; và giảm tỉ lệ trẻ sơ sinh tử vong khi sinh đẻ tại gia. Một nghiên cứu vào năm 2013 cho thấy thực hành rửa tay nâng cao có thể dẫn tới những cải thiện nhỏ trong sự tăng trưởng chiều cao của trẻ em dưới 5 tuổi. Tại những nước đang phát triển, tỉ lệ trẻ sơ sinh tử vong liên quan đến các bệnh tiêu chảy và đường hô hấp có thể bớt đi nhờ tiến hành những thay đổi hành vi đơn giản, chẳng hạn như rửa tay bằng xà phòng. Hành động đơn giản này có thể giảm tỉ lệ tử vọng từ những bệnh kể trên gần 50%. Những hành động can thiệp cổ động rửa tay có thể giảm khoảng một phần ba đợt mắc tiêu chảy, điều này có thể tương đương với việc cấp nước sạch ở những khu vực có thu nhập thấp. 48% tỉ lệ giảm các đợt mắc tiêu chảy có thể liên quan tới rửa tay bằng xà phòng.
Rửa tay bằng xà phòng là biện pháp vừa rẻ vừa hiệu quả nhất để ngăn tiêu chảy và giảm nhiễm trùng đường hô hấp cấp tính (ARI), khi tự động thực hiện hành vi tại nhà, trường và cộng đồng trên toàn thế giới. Viêm phổi (loại bệnh ARI chính) là nguyên nhân số một gây tử vong ở trẻ nhỏ dưới 5 tuổi, cướp đi sinh mạng của ước tính 1,8 triệu trẻ mỗi năm. Tiêu chảy và viêm phổi cùng chiếm tới gần 3,5 triệu trẻ nhỏ tử vong hàng năm. Theo UNICEF, việc bến rửa tay bằng xà phòng trước khi ăn và sau khi đi vệ sinh thành một thói quan ăn sâu bám rễ có thể cứu được nhiều sinh mạng hơn bất cứ loại vaccine hay sự can thiệp y tế nào, giảm ca tử vong vì tiêu chảy gần một nửa và số ca tử vong vì nhiễm trùng đường hô hấp cấp tính tới một phần tư. Rửa tay thường được bổ sung với các phương pháp can thiệp vệ sinh khác thành một phần của các chương trình nước, vệ sinh và cải thiện vệ sinh (WASH). Rửa tay còn ngăn ngừa bệnh chốc bị lây truyền qua tiếp xúc trực tiếp với thân thể.

### Tác dụng phụ
Một tác hại nhỏ của rửa tay là việc rửa tay thường xuyên có thể dẫn tới hỏng da do làm khô da. Một nghiên cứu của Đan Mạch vào năm 2012 cho thấy rửa tay quá độ có thể dẫn tới tình trạng bong tróc, ngứa da (còn gọi là viêm da tiếp xúc), đặc biệt phổ biến ở nhóm các nhân viên y tế.

### Thay đổi hành vi

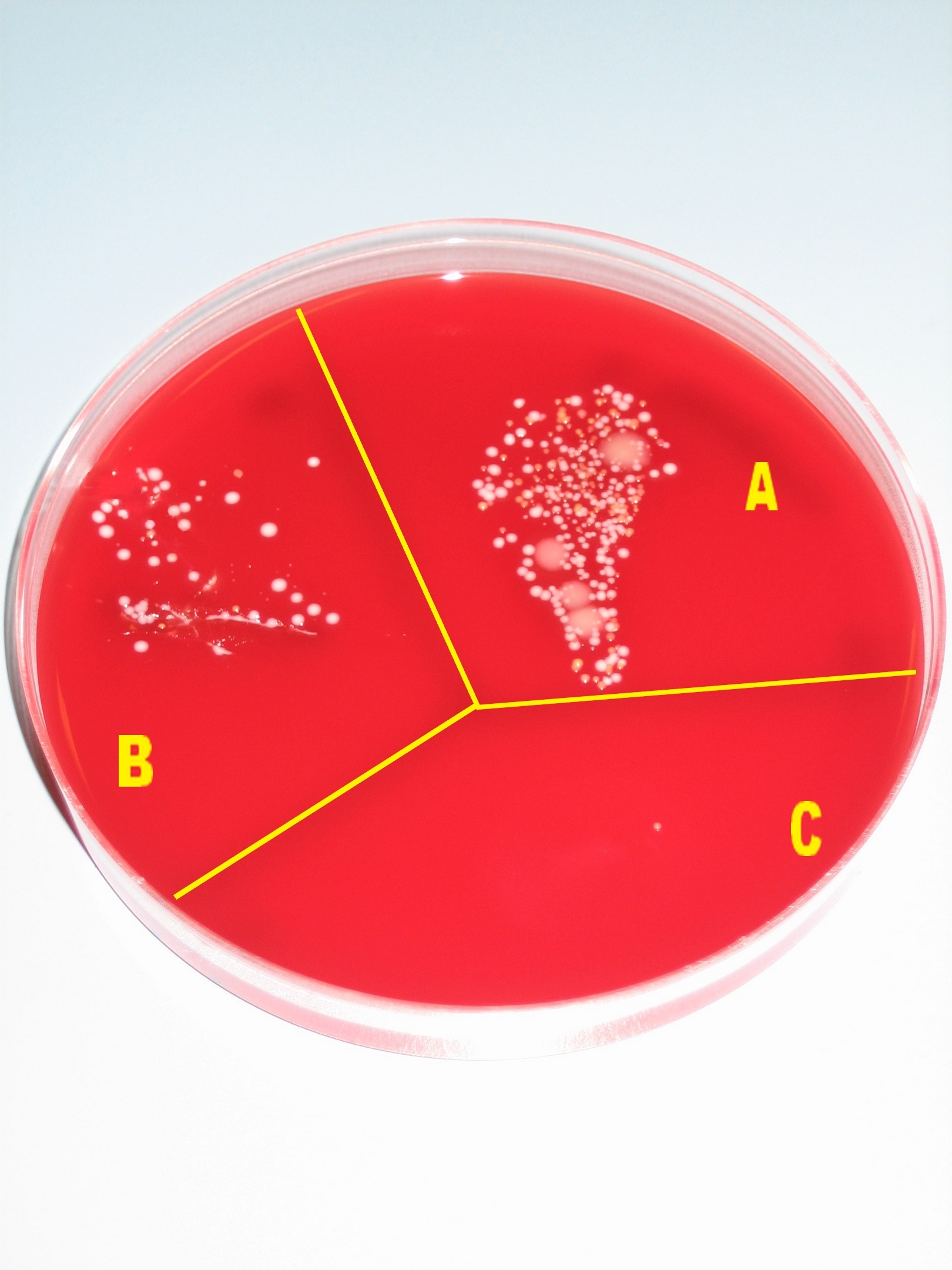
Sự phát triển của vi sinh vật trên đĩa cấy: không có quy trình (A), sau khi rửa tay bằng xà phòng (B) và sau khi khử trùng bằng cồn (C)

Ở nhiều nước thì tỉ lệ rửa tay bằng xà phòng là thấp. Một nghiên cứu về rửa tay tại 54 quốc gia vào năm 2015 phát hiện rằng trung bình, 38,7% hộ gia đình tiến hành rửa tay bằng xà phòng. Một khảo sát vào năm 2014 trong 63 nước cho biết Ả Rập Saudi có tỉ lệ rửa tay bằng xà phòng sau khi dùng toilet cao nhất là 97%; tỉ lệ của Việt Nam đứng thứ 7 ở 93%, Mỹ đứng thứ 30 với 77%; và tỉ lệ của Trung Quốc là thấp nhất với 23%. Nhiều biện pháp thay đổi hành vi nay đã có mặt nhằm tăng cường nhận thức nhanh về hành vi rửa tay bằng xà phòng vào những thời điểm quan trọng trong ngày.
Tập hợp nhóm rửa tay cho thiếu nhi ở trường vào những thời điểm nhất định trong ngày là một lựa chọn ở những nước đang phát triển in sâu hành động rửa tay vào những hành vi của trẻ. "Chương trình y tế thiết yếu" do Bộ giáo dục Philippines tiến hành là một ví dụ về hành động tầm cỡ để thúc đấy giáo dục và sức khỏe của thiếu nhi. Trọng tâm của chương trình quốc gia này là tẩy giun  hai lần trong năm, bổ sung rửa tay bằng xà phòng hàng ngày, đánh răng hàng ngày với fluoride. Chương trình còn được phổ cập thành công ở Indonesia.

## Các chất được sử dụng

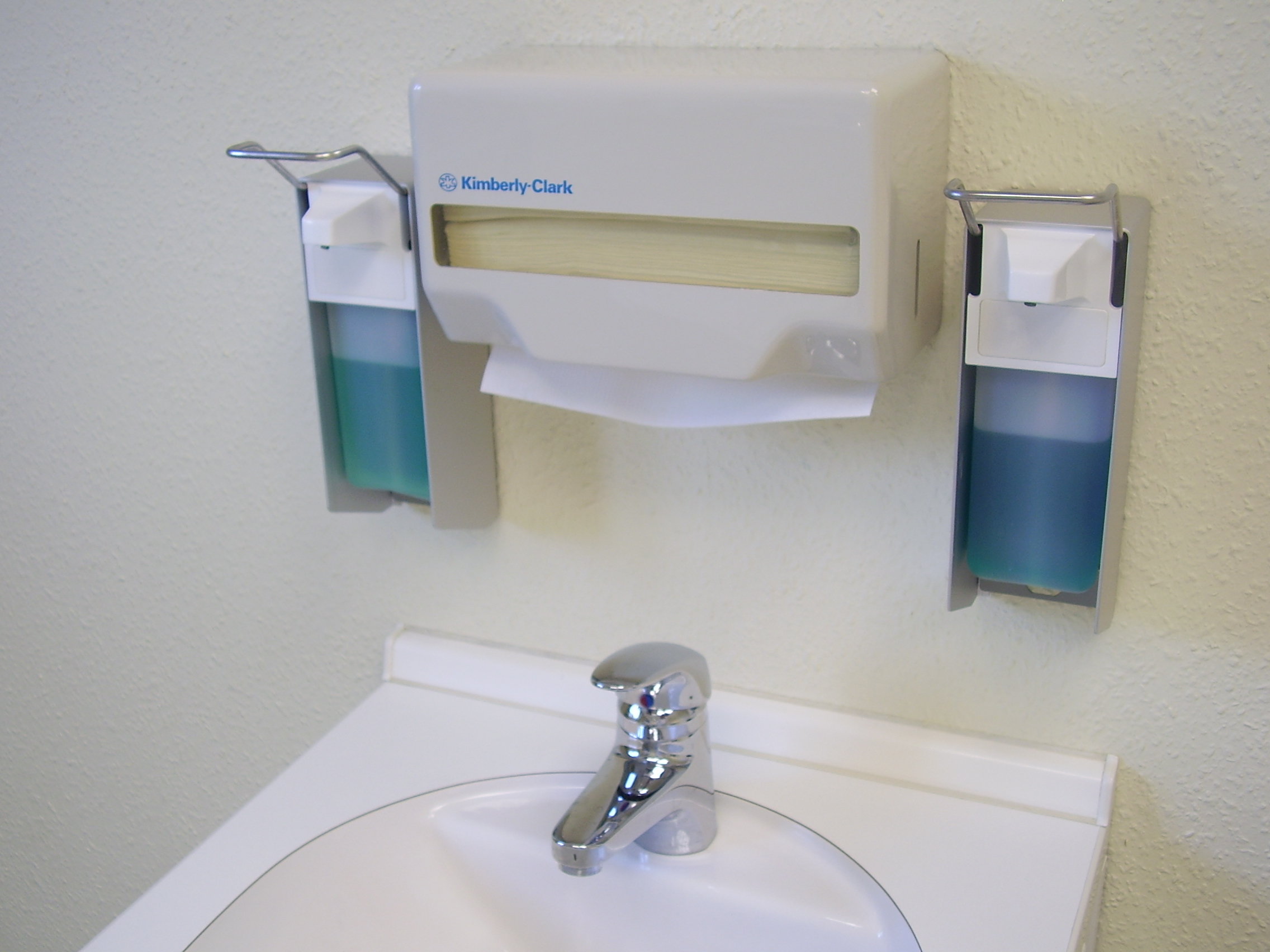
Chậu rửa tay có hộp chứa xà phòng lỏng, dung dịch sát khuẩn tay và khăn giấy

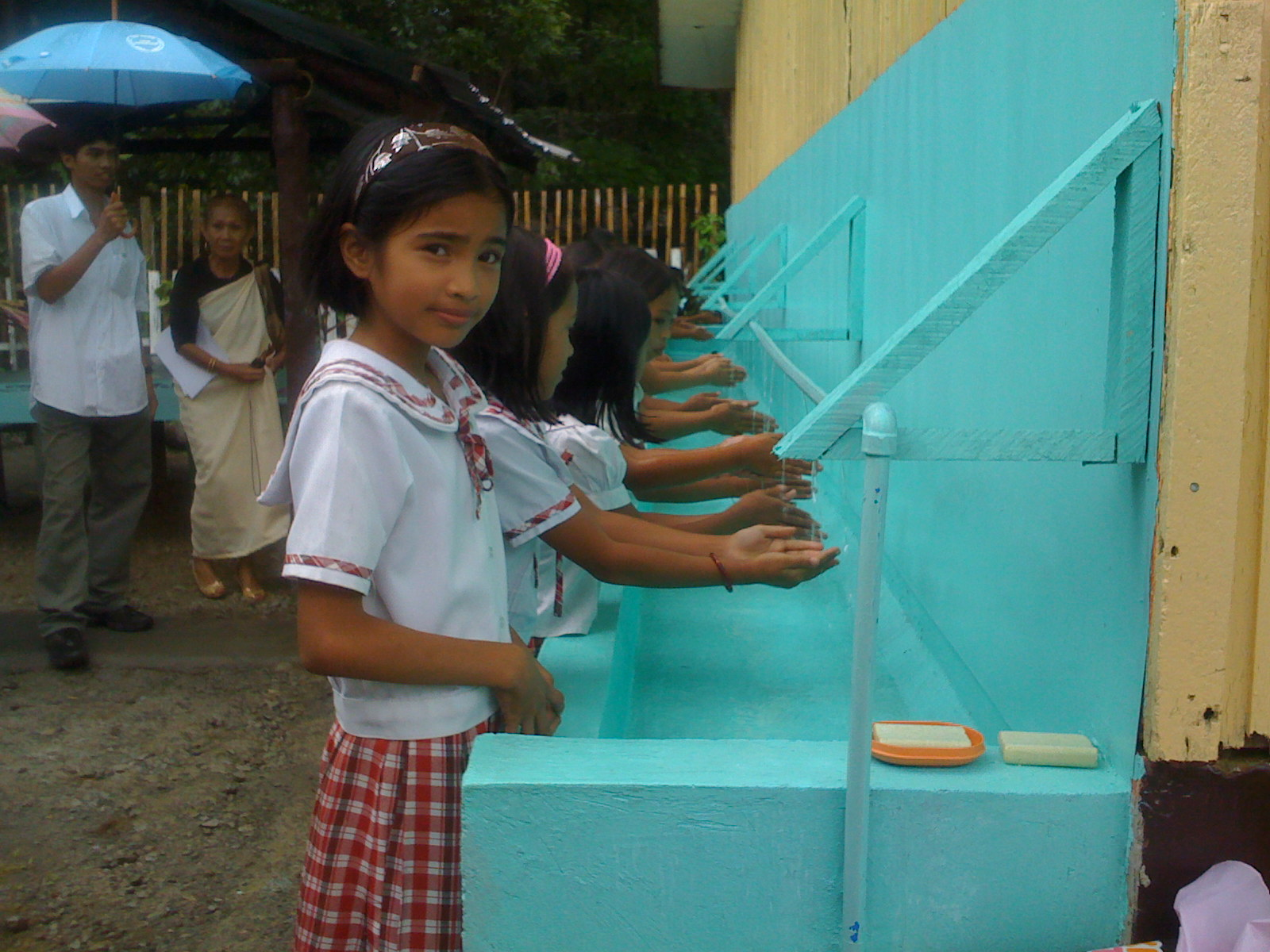
hình ảnh được chụp trong các hoạt động Ngày thế giới rửa tay năm 2008 và khởi động đồng thời Gói chăm sóc sức khỏe thiết yếu (EHCP) cho trẻ em Philippines

### Xà phòng và chất tẩy rửa
Việc sử dụng thêm xà phòng hoặc chất tẩy rửa giúp tăng cường loại bỏ vi sinh vật khỏi da. Xà phòng và chất tẩy rửa là những chất hoạt động bề mặt tiêu diệt vi sinh vật bằng cách tẩy đi lớp lipid kép màng và biến chất protein của chúng. Nó còn nhũ hóa dầu mỡ, rửa trôi chúng đi theo vòi nước chảy.

#### Xà phòng bánh
Do mang bản chất tái sử dụng, xà phòng bánh có thể chứa vi khuẩn từ những lần sử dụng trước. Một số ít nghiên cứu xem xét khả năng lây truyền vi khuẩn từ xà phòng bánh nhiễm độc kết luận rằng việc lây truyền là không khả thi vì vi khuẩn đã được rửa sạch bằng bọt. CDC thì vẫn tuyên bố rằng "ưu tiên là xà phòng lỏng".

#### Xà phòng kháng khuẩn
Xà phòng kháng khuẩn được quảng bá rầm rộ tới những người có nhận thức về y tế. Tính đến nay, không có bằng chứng nào cho thấy sử dụng các chất tẩy rửa được khuyến cáo hay chất tẩy rửa chọn lọc những sinh vật kháng kháng sinh trong tự nhiên. Tuy nhiên, xà phòng kháng khuẩn chứa những chất tẩy rửa như triclosan, chất mang một danh sách đa dạng những chủng sinh vật kháng thuốc. Vì thế, ngay cả khi những chủng kháng kháng sinh không được xà phòng kháng khuẩn lựa chọn, chúng có thể không hiệu quả như được quảng cáo. Bên cạnh chất hoạt động bề mặt và chất bảo vệ da, những công thức cấu tạo phức tạp có thể chứa các acid (acid acetic, acid ascorbic, acid lactic) cũng như chất điều chỉnh độ pH, acid benzoic mang hoạt tính kháng vi sinh và chất dưỡng da khác (lô hội, vitamin, menthol, chiết xuất thực vật).
Một phép phân tích tổng hợp vào năm 2007 từ Đại học Y tế Công cộng Oregon chỉ ra rằng xà phòng thường có hiệu quả bằng xà phòng kháng khuẩn chứa triclosan nhằm ngăn ngừa bệnh tật và loại bỏ vi khuẩn trên tay. Do không đồng tình, một phân tích tổng hợp vào năm 2011 trên ấn phẩm Journal of Food Protection nhận định rằng khi được bào chế đúng cách, triclosan có thể tăng cải thiện nhỏ nhưng đủ nhìn thấy được, giống như chlorhexidine gluconate, iodophor hay povidone.

### Nước nóng
Nước nóng vẫn thích hợp để rửa tay song chưa đủ nóng để tiêu diệt vi khuẩn. Vi khuẩn phát triển nhanh hơn ở nhiệt độ cơ thể (37 °C). WHO coi nước ấm pha xà phòng hiệu quả hơn so với nước lạnh pha xà phòng trong việc loại bỏ dầu tự nhiên bám trên đất và vi khuẩn. Nhưng CDC cho rằng nước ấm gây kích ứng da thường xuyên hơn và dấu vết sinh thái của nó rõ hơn. Nhiệt độ nước từ 4 tới 40 °C chẳng khác biệt đáng kể về hiệu quả loại bỏ vi khuẩn. Yếu tố quan trọng nhất là chà tay đúng cách.
Trái ngược với suy nghĩ thông thường, các nghiên cứu khoa học chỉ ra rằng sử dụng nước ấm chẳng có hiệu quả làm giảm lượng vi sinh vật bám trên tay. Sử dụng nước nóng để rửa tay thậm chí có thể bị xem là lãng phí năng lượng.

## Ngày thế giới rửa tay với xà phòng

Biểu tượng cho Ngày rửa tay toàn cầu

Vào năm 2008, Liên Hợp Quốc chọn ngày 15 tháng 10 là "Ngày Thế giới rửa tay với xà phòng" để truyền đi những thông điệp về cải thiện thói quen vệ sinh cá nhân, nâng cao chất lượng cuộc sống cho cộng đồng thế giới. Từ đó, Tổ chức Y tế Thế giới - WHO đã thiết lập Ngày rửa tay toàn cầu (Global Hand washing Day - GHD) và diễn ra hàng năm vào ngày 15 tháng 10, với các đối tác trong chiến dịch này bao gồm Unicef, Ngân hàng Thế giới và Trung tâm Kiểm soát và Phòng ngừa Dịch bệnh tại Hoa Kỳ, nhằm mục đích nâng cao nhận thức về việc rửa tay bằng xà phòng như một yếu tố quan trọng để phòng ngừa bệnh tật.